# Kohei Tanaka
Kohei Tanaka (田中 公平, Tanaka Kōhei) é um compositor japonês, responsável pela composição de numerosas peças musicais para famosas séries de anime. Tanaka nasceu em Osaka, na Prefeitura de Osaka, no dia 14 de fevereiro de 1954.
Ele já criou obras musicais para uma grande diversidade de formatos, que vão desde CDs de áudio até trilhas sonoras para jogos japoneses.

## Carreira
Tanaka estudou na Universidade Nacional de Belas-Artes e Música de Tóquio (no departamento de composição e faculdades musicais), recebendo lições de Tomojirō Ikenouchi e de outros professores. Tanaka trabalhou por três anos na Victor Music Industries após se formar. Ele prestou ao Colégio de Música de Berklee por dois anos após deixar a Victor. Ao retornar ao Japão, Tanaka deu início às suas atividades como compositor.
Embora ele tenha começado a tocar em um hotel, ele recebeu um pedido para que compusesse uma música inserida de Arcadia Of My Youth: Endless Orbit SSX, um anime de 1982. Esse foi o seu primeiro trabalho como compositor. Depois, ele começou a lidar com outras composições com canções inseridas na série Super Sentai e compôs, pela primeira vez, as músicas de fundo para um anime, em 1985 com Konpora Kid (コンポラキッド, Konpora Kiddo). Ele, inclusive, compôs algumas músicas para Changeman, como o tema do Change Robot, que pode ser ouvido no disco Dengeki Sentai Changeman Hit Kyokushuu.
O seu trabalho mais notável foi em Gunbuster, que tornou seu nome e talento muito famosos entre os fãs de anime e é reconhecido como um de seus trabalhos mais importantes. Ele também se encarregou de compor para Diebuster, série que sequenciou Gunbuster, e mostrou um arranjo peculiar ao seu próprio trabalho de 17 anos atrás.
Suas composições são especialmente conhecidas pelo uso dos instrumentos de cordas. Outros trabalhos frequentemente considerados como seus mais importantes são Yuusha Oh Gaogaigar (1997) e GaoGaiGar Final (OVA, 2000).
Tanaka venceu o Heisei Anisong Grand Prix (1989-1999) na categoria Melhor Composição por "Yuusha Ou Tanjou!", abertura de Yuusha Oh Gaogaigar; e "We Are!", primeira abertura de One Piece.

### Voz
Tanaka respeita Ennio Morricone, ocasionalmente apresentando-se como "Ennio Morricone Jr." ao cantar. Ele não apenas é um compositor como também um cantor de quatro oitavas de voz para cima e para baixo. Ele ocasionalmente participa de suas próprias composições em coros.
Tanaka dublou algumas partes de Gunbuster e Diebuster.

## Música para anime
Kohei Tanaka trabalhou nas seguintes séries de anime:
| - Konpora Kid (1985) - Yume No Hoshi No Button Nose (1985) - Doteraman (1986) - Anime Sanjushi (1987) - Esper Mami (1987) - Dead Heat (1987) - Dirty Pair (1987) - Lady Lady!! (1987) - Gunbuster (1988) - Vampire Princess Miyu (1988) - Hello! Lady Lin (1988) - Hiatari Ryoko! (1989) - Mado King Granzort (1989) - Chimpui! (1989) - Project A-ko: Grey Side/Blue Side (1990) - Assemble Insert (1990) - Brave Exkaiser (1990) - Kennosuke-sama (1990) - Sengoku Busho Retsuden Bakufu Doji Hissatsuman (1990) - Otaku no Video (1991) - Zettai Muteki Raijin-Oh (1991) - One Piece Film Z (2012) - Bastard!! (1992) - Kouryu Densetsu Villgust (1992) - Spirit Of Wonder: Chaina-san No Yuutsu (1992) - Licca-chan No Nichiyoubi (1992) - Dragon Half (1993) | - Kenyuu Densetsu Yaiba (1993) - Mobile Fighter G Gundam (1994) - Violinist Of Hameln (1996) - Mobile Suit Gundam: The 08th MS Team (1996) - The King Of Braves GaoGaiGar (1997) - Sakura Wars (1997) - Galaxy Express 999: Eternal Fantasy (1998) - Betterman (1999) - Dai-Guard (1999) - One Piece (1999) - The King Of Braves GaoGaiGar Final (2000) - Gate Keepers (2000) - Angelic Layer (2001) - Gundam Evolve (2001) - Asobotto Senki Goku (2002) - Overman King Gainer (2002) - Tenchi Muyo! GXP (2002) - Gad Guard (2003) - Desert Punk (2004) - Diebuster (2004) - Kaiketsu Zorori (2004) - Ah! My Goddess (2005) - Animal Yokocho (2005) - Busou Renkin (2006) |

## Música para jogos
| - Alundra - Alundra 2: A New Legend Begins - Bionic Commando - Just Breed - Legend Of Legaia - Lennus II | - Paladin’s Quest - Sakura Wars - Tengai Makyou Zero Zettai - The Granstream Saga - Xardion - Gravity Rush |